# Mustatsaaret (ö i Södra Savolax, S:t Michel, lat 61,68, long 27,81)
Mustatsaaret är en ö i Finland. Den ligger i sjön Saimen och i kommunen Sankt Michel i den ekonomiska regionen  S:t Michel och landskapet Södra Savolax, i den södra delen av landet, 230 km nordost om huvudstaden Helsingfors. Öns area är 2,5 hektar och dess största längd är 280 meter i sydväst-nordöstlig riktning.  Notera att namnet antyder att det är fråga om flera öar.